# Spanische Fußballnationalmannschaft (U-23-Frauen)
Die spanische U-23-Fußballnationalmannschaft der Frauen (bis 2021 noch Selección Promesas, zu Deutsch so viel wie Nationalmannschaft Talente) repräsentiert den spanischen Fußballverband im internationalen Frauenfußball in der Altersklasse bis 23 Jahren.
Um die Lücke zwischen den höchsten Junioren-Altersklassen für die der europäische Kontinentalverband (U-19) bzw. der Weltverband (U-20) offizielle Wettbewerbe für Nationalmannschaften der Frauen veranstalten und der spanischen A-Nationalmannschaft zu schließen, entschloss sich der spanische Verband im Oktober 2019 dazu eine B-Nationalmannschaft mit dem Namen Selección Promesas ins Leben zu rufen. Ziel war es den Spielerinnen, die nicht mehr für die U-19 spielberechtigt waren jedoch das Potential für die A-Nationalmannschaft hatten, die Möglichkeit zu geben mit der A-Nationalmannschaft an Trainingslagern teilzunehmen und Testspiele zu bestreiten. Im Oktober 2021 wurde die Auswahl in eine U-23-Nationalmannschaft umgewandelt und bestritt noch im selben Monat gegen die U-23 Italiens ihr erstes Testspiel.

## Länderspiele
Folgende Spiele absolvierte die spanische U-23-Nationalmannschaft (Ergebnisse aus spanischer Sicht):
| Datum              | Spielort                    | Gegner      | Anlass                                | Ergebnis             |
| ------------------ | --------------------------- | ----------- | ------------------------------------- | -------------------- |
| 21. Oktober 2021   | Florenz (Italien)           | Italien     | Freundschaftsspiel                    | 4:1 (3:1)            |
| 25. Oktober 2021   | Melgaço (Portugal)          | Portugal    | Freundschaftsspiel                    | 6:0 (2:0)            |
| 29. November 2021  | Las Rozas de Madrid         | Norwegen    | Freundschaftsspiel                    | 0:0 (0:0)            |
| 17. Februar 2022   | Tubize (Belgien)            | Belgien     | Freundschaftsspiel                    | 5:0 (4:0)            |
| 5. September 2022  | Jönköping (Schweden)        | Schweden    | Freundschaftsspiel                    | 0:0 (0:0)            |
| 6. Oktober 2022    | Las Rozas de Madrid         | Italien     | Freundschaftsspiel                    | 1:0 (1:0)            |
| 10. Oktober 2022   | Las Rozas de Madrid         | Portugal    | Freundschaftsspiel                    | 1:1 (0:0)            |
| 10. November 2022  | Genk (Belgien)              | Belgien     | Freundschaftsspiel                    | 2:1 (1:1)            |
| 16. Februar 2023   | Burton upon Trent (England) | England     | Freundschaftsspiel                    | 0:0 (0:0)            |
| 20. Februar 2023   | Benidorm                    | Niederlande | Freundschaftsspiel                    | 1:2 (0:1)            |
| 6. April 2023      | Uppsala (Schweden)          | Schweden    | Freundschaftsspiel                    | 2:1 (0:1)            |
| 21. September 2023 | Oeiras (Portugal)           | Portugal    | European U23 League                   | 3:0 (1:0)            |
| 24. September 2023 | Las Rozas de Madrid         | Frankreich  | European U23 League                   | 1:2 (1:0)            |
| 26. Oktober 2023   | Marbella                    | Dänemark    | European U23 League                   | 4:1 (2:0)            |
| 30. Oktober 2023   | Dordrecht (Niederlande)     | Niederlande | European U23 League                   | 1:4 (1:0)            |
| 30. November 2023  | San Pedro del Pinatar       | Schweden    | European U23 League                   | 4:1 (3:0)            |
| 4. Dezember 2023   | Burton upon Trent (England) | England     | European U23 League                   | 1:1 (0:1)            |
| 22. Februar 2024   | Marbella                    | England     | Freundschaftsspiel                    | 3:1 (1:1)            |
| 27. Februar 2024   | Puertollano                 | Norwegen    | European U23 League                   | 0:4 (0:0)            |
| 4. April 2024      | Tubize (Belgien)            | Belgien     | European U23 League                   | 0:1 (0:0)            |
| 24. Oktober 2024   | Las Rozas de Madrid         | Italien     | European U23 League                   | 0:1 (0:1)            |
| 28. November 2024  | Unterhaching (Deutschland)  | Deutschland | European U23 League                   | 0:3 (0:1)            |
| 2. Dezember 2024   | Las Rozas de Madrid         | Frankreich  | European U23 League                   | 3:2 (1:0)            |
| 20. Februar 2025   | Calatayud                   | Belgien     | European U23 League                   | 1:0 (0:0)            |
| 25. Februar 2025   | Las Rozas de Madrid         | Dänemark    | Freundschaftsspiel                    | 3:0 (1:0)            |
| 3. April 2025      | Murcia                      | England     | European U23 League                   | 2:1 (2:0)            |
| 6. April 2025      | Murcia                      | Schweden    | European U23 League, Spiel um Platz 5 | 3:3 (1:2), 2:4 i. E. |
| 29. Mai 2025       | Las Rozas de Madrid         | Schweden    | Freundschaftsspiel                    | 2:3 (2:2)            |
| 1. Juni 2025       | Los Ángeles de San Rafael   | Portugal    | Freundschaftsspiel                    | 3:0 (2:0)            |